# 최지강
최지강(2001년 7월 23일 ~ )은 대한민국의 야구 선수로, 현재 KBO 리그 두산 베어스에서 투수로 뛰고 있다. 광주동성고등학교 시절에는 장타력을 갖춘 야수였으나 프로에서 지명을 받지 못했고, 이후 강릉영동대학교에서 투수로 포지션을 바꾼 뒤 2022년에 육성 선수로 두산에 입단했다. 이후 1군과 2군을 오르락내리락하다가 2024년 시즌을 기점으로 팀의 주축 불펜 투수로 자리잡았다. 

## 아마추어 경력
최지강은 광주서석초등학교, 광주동성중학교, 광주동성고등학교를 차례로 졸업했다. 동성고 2학년 때는 3루수와 외야수로 뛰면서 청룡기 등의 대회에서 타율 .413, 23타점을 기록했고, 이러한 활약으로 다음해 초에 대한야구소프트볼협회와 SK 와이번스가 공동으로 시행하는 SK 야구 꿈나무 장학생에 선정되었다. 3학년 때인 2019년에는 황금사자기 전국고교야구대회 1회전에서 인천고등학교를 상대로 솔로 홈런과 함께 4타점을 기록하며 팀의 8–6 승리를 이끌었고, 이 대회에서 모두 세 개의 홈런을 터뜨리며 대회 홈런왕에 오르는 등 동성고가 이 대회에서 8강에 오르는 데에도 역할을 했다. 하지만 그해 프로 지명을 받지 못하면서 강릉영동대학교에 진학했고, 포지션도 사이드암 투수로 전환했다. 졸업을 앞둔 2021년에는 공식 경기 9경기에 출전해 29이닝 2승 1패, 31탈삼진, 평균자책점 2.79를 기록했으나, 그해 다시 드래프트에서 프로 구단의 선택을 받지 못하며 대신 두산 베어스에 육성 선수로 입단했다.

## 프로 경력

### 2022년
2022년 시즌에 퓨처스리그에서 선발 수업을 받은 최지강은 1군 등록 이전까지 16경기에 출전해 57+2⁄3이닝 동안 4승 5패, 평균자책점 4.21을 기록했다. 8월 25일 1군에 등록되어 육성선수에서 정식선수로 전환됨과 동시에 당일 경기에서 1군 데뷔전을 가졌다. 9월 2일 잠실 롯데전에서는 1+1⁄3닝 동안 4피안타 2볼넷 3실점으로 부진했고, 다음날 2군행을 통보받았다.

### 2023년
시범경기에서 4경기에 출전해 4이닝 1홀드 1세이브 평균자책점 2.25를 기록한 최지강은 처음으로 정규 시즌 개막 엔트리에 포함되었다. 4월 1일 잠실야구장에서 치러진 롯데 자이언츠와의 개막전에서 연장 11회초에 등판해 2⁄3이닝 1탈삼진 무실점을 기록했고, 11회말에 호세 로하스의 끝내기 홈런이 터지면서 프로 데뷔 첫 승을 따냈다. 5월 3일 잠실 한화전에서는 1볼넷 5연속 피안타로 다섯 명의 주자에게 홈을 허용하는 부진한 투구를 보였다. 개막 첫 달인 4월에 12경기에서 1+2⁄3이닝 동안 평균자책점 3.38로 선전했으나 5월에 4경기에서 평균자책점 13.50, 6월에는 1경기에만 출전해 평균자책점 54.00을 기록하는 등 흔들렸다. 결국 제구 문제로 인해 6월 4일 1군에서 말소되었고, 이후 7월 14일 퓨처스 올스타전에 출전해 북부리그가 남부리그를 9–7로 꺾은 가운데 승리투수로 이름을 올리기도 했다. 그러다 8월 27일에 다시 1군으로 콜업되었고, 9월 12일 잠실 한화전에서 1+1⁄3이닝 무실점으로 시즌 2승째를 거뒀다. 이해 정규 시즌 25경기에서 22이닝을 소화하며 2승 1패 2홀드, 평균자책점 5.32로 시즌을 마무리했다.

### 2024년
시즌 전 2월 1일부터 18일까지 소속팀의 오스트레일리아 시드니 1차 전지훈련에 동행한 최지강은 최고 구속 151km/h를 기록하는 등 선전했고, 캠프가 끝나면서 수훈 선수로 뽑혔다. 이후 2024년 정규 시즌 개막전을 앞두고 두산의 개막전 엔트리에 이름을 올렸다. 3월 26일 수원 kt전에서 1이닝 무실점으로 시즌 두 번째 홀드를 기록했다. 두산이 12경기를 치른 시점에 이미 8경기에 출전해 9이닝 동안 3홀드, 평균자책점 1.00을 기록하며, 시즌 초반 불펜에서 부진한 모습을 보여준 여러 투수들 사이에서 필승조로 자리잡기 시작했다. 하지만 바로 다음 경기였던 4월 7일 사직 롯데전에서는 윤동희에게 만루 홈런을 허용했다. 같은 달 13일 LG전에서는 마운드에 올랐으나 문보경의 타구에 맞아 교체되었는데, 타박상이어서 다음 경기 출전에는 지장이 없었다. 5월 9일 고척 키움전에서는 7회 1사 1, 2루 상황에 등판해 1+2⁄3이닝 동안 무실점 피칭을 선보이며 시즌 첫 승을 거뒀다. 5월 10일 시즌 42경기까지 치른 시점에서 22경기에 등판해 리그 최다 등판 2위를 기록했다. 6월 15일 고척 키움전에서는 9회말 등판해 1이닝 1피안타 무실점을 기록하며 데뷔 첫 세이브를 따냈다. 시즌 전반기를 앞두고 두산 이승엽 감독은 전반기 팀 내 MVP로 김택연, 최지강, 이병헌 등의 젊은 불펜 투수를 꼽았다. 7월 15일, 최지강은 오른쪽 어깨 통증으로 1군 엔트리에서 제외되었다. 정밀 검진 결과 우측 어깨 극상근 미세손상 진단을 받았고, 10일 휴식 후 투구를 재개하기로 결정했다.
이후 8월 7일과 10일에 2군에서 불펜 피칭을 했고, 상태는 양호하다고 평가받았다. 이후 같은 달 13일에 이천 베어스 파크에서 열린 퓨처스리그 SSG 2군과의 경기에서 2⁄3이닝 2피안타 1볼넷 1사구 2실점을 기록했다. 이틀 뒤인 15일에도 연습 경기에서 1이닝을 소화했고, 17일에 1군에 등록되었다. 부상 복귀 이후 출전한 5경기에서 4+2⁄3이닝 동안 승패 없이 1홀드, 5탈삼진, 평균자책점 1.93을 기록했다. 하지만 9월 들어 4경기에서 평균자책점 9.82로 다소 흔들렸고, 어깨 통증이 재발해 9월 12일에 1군에서 다시 말소되었다. 한편 최지강은 같은 날 발표된 2024년 WBSC 프리미어 12에 출전하는 야구 국가대표팀의 60명 예비 명단에 포함되기도 했다. 이후 1군에 복귀하지 못하고 시즌을 마무리했고, 시즌 후 발표되는 KBO 신인상 후보에도 올랐으나 실제로 표를 얻지는 못했다. 이해 어깨 통증으로 부상자 명단 30일 포함해 모두 50일 동안 1군에서 모습을 드러낼 수 없었고 포스트시즌 엔트리에서도 제외됐지만, 최지강은 두산 불펜의 주축으로 거듭난 시즌을 보내며 9500만 원(인상률 179.4%)에 소속팀과 2025년 연봉 계약을 체결했다.

### 2025년
어깨 재활 여파로 소속팀의 오스트레일리아 시드니 1군 스프링캠프 명단에서 제외된 최지강은 대신 일본 미야코지마에서 열리는 퓨처스팀 스프링캠프에 합류했으며, 이승엽 감독은 시즌 개막에 맞춰 무리하게 최지강을 복귀시키지 않겠다고 공언했다. 또한 3월 말에 결막염에도 걸리면서 복귀 준비가 좀 더 늦어졌고, 4월 4일과 6일에 퓨처스리그 경기에 출전해 무실점으로 등판을 마친 후 8일에 1군 엔트리에 등록되었다. 그리고 복귀 당일 경기였던 잠실 한화전에서 11회초에 등판해 상대 타선을 1이닝 동안 삼자범퇴로 막아냈고, 11회말 김기연이 끝내기 안타를 치면서 최지강은 구원승을 따냈다.

## 통산 기록
| 연도 | 팀명  | 평균자책점 | 경기 | 완투 | 완봉 | 승 | 패 | 세 | 홀 | 승률  | 타자 | 이닝 | 피안타 | 피홈런 | 볼넷 | 사구 | 탈삼진 | 실점 | 자책점 |
| ---- | ----- | ---------- | ---- | ---- | ---- | -- | -- | -- | -- | ----- | ---- | ---- | ------ | ------ | ---- | ---- | ------ | ---- | ------ |
| 2022 | 두산  | 21.60      | 2    | 0    | 0    | 0  | 0  | 0  | 0  | -     | 11   | 1⅔   | 6      | 0      | 2    | 0    | 2      | 4    | 4      |
| 2023 | 두산  | 5.32       | 25   | 0    | 0    | 2  | 1  | 0  | 2  | 0.667 | 102  | 22   | 16     | 0      | 20   | 1    | 14     | 13   | 13     |
| 2024 | 두산  | 3.24       | 55   | 0    | 0    | 3  | 1  | 1  | 15 | 0.750 | 222  | 50   | 48     | 6      | 48   | 6    | 45     | 19   | 18     |
| 통산 | 3시즌 | 4.28       | 82   | 0    | 0    | 5  | 2  | 1  | 17 | 0.714 | 335  | 73⅔  | 70     | 6      | 46   | 7    | 61     | 36   | 35     |